# Kostel svatého Petra a Pavla (Dubany)
Kostel svatého Petra a Pavla v Dubanech je gotická sakrální stavba z poslední čtvrtiny 13. století. Stojí asi 2,5 km na jihozápad od Libochovic v těsné blízkosti silnice II/246 mezi Libochovicemi a Louny, která vsí prochází. Od roku 1964 je kostel chráněný jako kulturní památka.

## Historie
Kostel byl údajně založen roku 1278 místním vladyckým rodem Dubanských z Duban. Presbytář byl nově sklenut ve 14. století. V pozdně gotickém období po skončení husitských válek (tzv. Jagellonská gotika, přibližně v období 1430–1520) byla postavena věž a zřízen nový portál. Kostel byl obnoven roku 1740 a roku 1863.

## Architektura

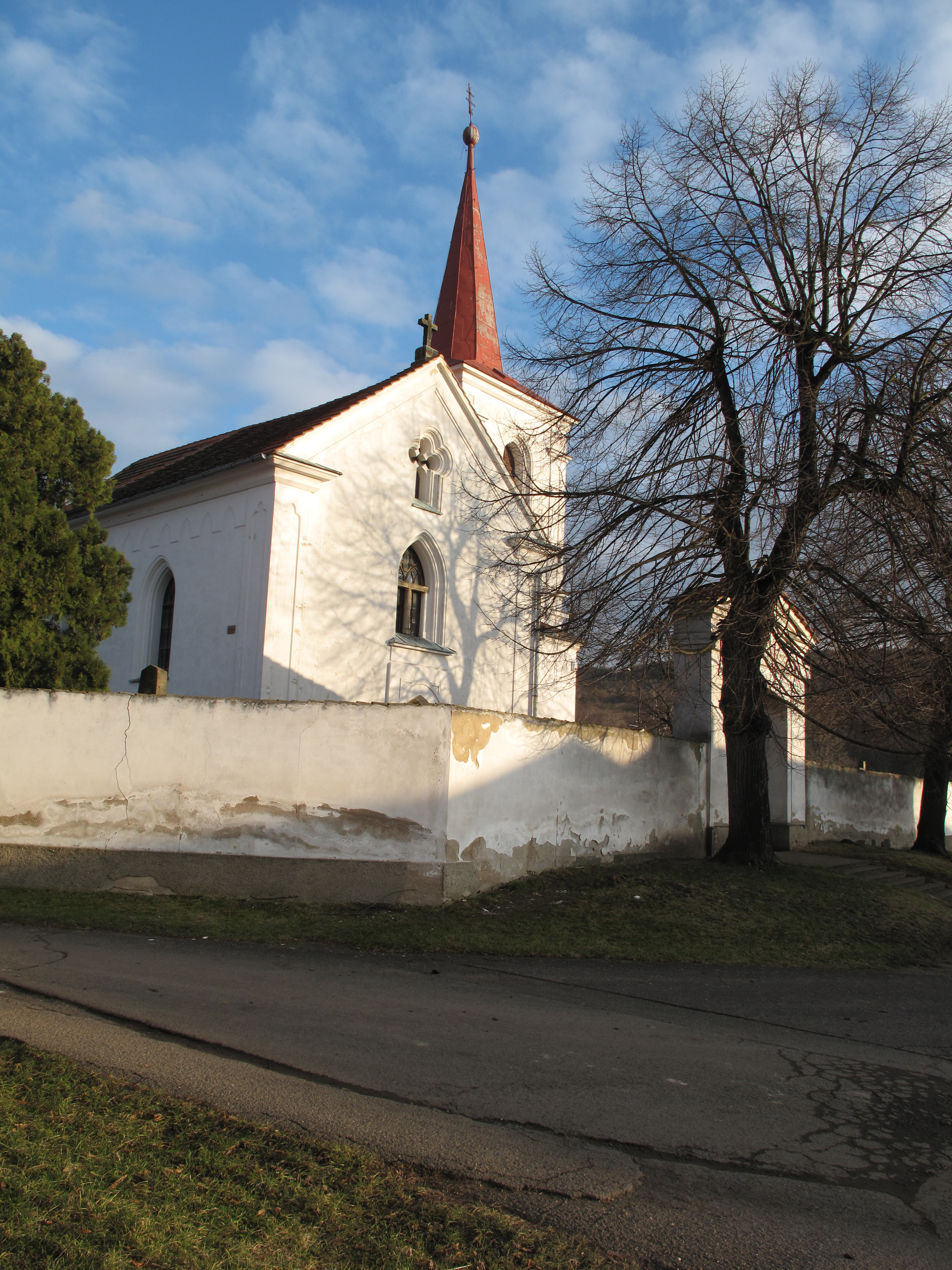
Brána a vstup do kostela sv. Petra a Pavla v Dubanech

### Exteriér
Kostel je gotický, jednolodní, obdélný s odsazeným čtvercovým presbytářem se čtvercovou sakristií po severní straně a s hranolovou věží po jižní straně lodi. Vnějšek byl upraven roku 1863 pseudogoticky. Na věži je hrotitý profilovaný portál, v patře pak nárožní pilastry. Západní průčelí je s neoddělenou trojúhelníkovou štítovou zdí, hrotitým portálem a hrotitým trojlistým oknem. Po jižní straně průčelí je zaoblený přízemní přístavek, který navazuje na věž. V něm se nachází úzké hrotité okno.

### Interiér
Uvnitř je raně gotický presbytář ze 13. století sklenut jedním polem křížové žebrové klenby ze 14. století. Je s figurálními konzolami a okrouhlým svorníkem s vytesaným beránkem s praporcem. Triumfální oblouk je hrotitý, má zkosenou hranu do presbytáře. Na něm se nacházejí po obou stranách polokruhové štítky s tesaným listovým ornamentem. Po severní straně presbytáře je sedlový portálek (na dveřích se nalézá renesanční zámek) a provoúhlý výklenkový sanktuář s profilovaným rámcem. V závěru kostela je zazděné hrotité okno. Na jižní straně se nachází velké hrotité pseudogotické okno. Loď má plochou valenou klenbu, pod níž obíhá římsa. Kruchta je dřevěná, pseudogotická, spočívající na dvou sloupcích. Předsín v podvěží má valenou klenbu se stýkajícími se lunetami. Do lodi vede pozdně gotický hrotitý přetínaný portál. Sakristie má valenou klenbu.

### Vybavení
Hlavní oltář je barokní, rámový z počátku 18. století. Je na něm obraz svatého Petra a svatého Pavla z 19. století. Největší pozoruhodností v interiéru je pozdně gotický křídlový oltář ze 16. století s reliéfními postavami Madony, svaté Barbory, svaté Kateřiny, svatého Petra a svatého Pavla. Na jeho vnějších stranách křídel a postranicích zavřeného oltáře jsou temperové malby Zvěstování Panny Marie, dále svatá Alžběta a svatá Markéta. Na predelle se nachází reliéf Poslední večeře Páně. V nástavci oltáře je socha svatého Václava a dvě menší sošky. Kazatelna je rokoková z roku 1783 od sochaře J. Šturma z Libochovic. V kostele jsou barokní obrazy svaté Rosiny, svaté Vavřince a svaté Kateřiny z 18. století. Dále je zde barokní soška Immaculaty. Křtitelnice je opuková, gotická s tesaným ornamentálním vlysem. V kostele jsou dva náhrobky ze druhé poloviny 15. století. Jeden z nich, z roku 1460 (kolem náhrobní desky je minuskulní, špatně čitelný nápis), patří bývalému husitskému hejtmanovi Beránkovi z Duban.

## Okolí kostela
Kolem kostela se rozkládá hřbitov. U kostela stávala i fara a domek pro vikáře. Farnost byla však roku 1570 připojena k Libochovicím a kostel se stal filiálním. Za kostelem se nacházejí Boží muka. Jedná se o sloupek na krychlovém podstavci z roku 1701.